# Paroisse de Red River
La paroisse de la Rivière Rouge (en anglais : Red River Parish) est une paroisse en Louisiane aux États-Unis d'Amérique. Son siège est la ville de Coushatta. Selon le recensement des États-Unis de 2010, sa population était de 9 091 habitants. Elle a une superficie de 1 008 km2 de terre émergée et de 39 km2 d’eau. Son nom dérive de la Rivière Rouge du Sud (Red River en anglais).

## Description
La paroisse est enclavée entre la paroisse de Caddo au nord-ouest, la paroisse de Bossier au nord, la paroisse de Bienville au nord-est, la paroisse des Natchitoches au sud-est et la paroisse de De Soto à l'ouest.  

## Démographie
| Groupe            | Paroisse de Red River | Louisiane | États-Unis |
| ----------------- | --------------------- | --------- | ---------- |
| Blancs            | 59,0                  | 62,6      | 72,4       |
| Afro-Américains   | 39,5                  | 32,0      | 12,6       |
| Métis             | 0,6                   | 1,6       | 2,9        |
| Autres            | 0,4                   | 1,6       | 6,4        |
| Amérindiens       | 0,4                   | 0,7       | 0,9        |
| Asiatiques        | 0,1                   | 1,6       | 4,8        |
| Total             | 100                   | 100       | 100        |
|                   |                       |           |            |
| Latino-Américains | 1,1                   | 37,6      | 16,7       |

Selon l'American Community Survey, pour la période 2011-2015, 98,88 % de la population âgée de plus de 5 ans déclare parler l'anglais à la maison, 0,54 % déclare parler l'espagnol, 0,49 % le français et 0,10 % une autre langue.

## Municipalités
- Coushatta
- Edgefield
- Hall Summit
- Martin